# Kanethos (Sohn des Lykaon)
Kanethos (altgriechisch Κάνηθος Kánēthos) ist eine Gestalt der griechischen Mythologie.
Laut der Bibliotheke des Apollodor war Kanethos einer der fünfzig Söhne des Lykaon, des Königs der Arkadier, die dieser mit zahlreichen Frauen hatte. In der Liste der Söhne bei Pausanias wird sein Name allerdings nicht genannt.